# Yttriumoxid
Yttriumoxid ist eine chemische Verbindung, genauer das Oxid von Yttrium. Es ist thermodynamisch sehr stabil und beständig gegenüber vielen reaktiven Metallschmelzen wie Titan oder Uran.

## Vorkommen
Yttriumoxid kommt natürlich als Bestandteil in verschiedenen Yttriummineralen (Samarskit, Yttrobetafit) vor.

## Gewinnung und Darstellung
Yttriumoxid wird technisch durch Verglühen von z. B. Yttriumoxalat an der Luft gewonnen.
{\displaystyle \mathrm {2\ Y_{2}(C_{2}O_{4})_{3}+3\ O_{2}\longrightarrow 2\ Y_{2}O_{3}+12\ CO_{2}} }

## Eigenschaften
Yttriumoxid hat einen Brechungsindex von 1,930 und eine kubische Kristallstruktur im C-Oxid-Typ der Lanthanoide (Raumgruppe Ia3 (Raumgruppen-Nr. 206), Gitterparameter a = 10,12 Å).

## Verwendung
Yttriumoxid wird verwendet:
- als Verbindung für hochtemperaturfeste Anwendungen (z. B. als Beschichtungsmaterial für Graphit in der Kerntechnik[5])
- als Sinterhilfsmittel für keramische Materialien
- zur Stabilisierung von Zirconium(IV)-oxid eingesetzt (z. B. für Lambda-Sonden[6] oder in der Dentaltechnik[7])
- Verdünnungsmittel von Uranoxid für Brennstäbe (bildet mit Uranoxid eine feste Lösung)
- zur Gewinnung von Yttrium und anderen Yttriumverbindungen
- für optische Beschichtungen[8]
- als Ausgangsstoff für Hochtemperatursupraleiter (YBCO)
- als Ausgangsstoff für (rote) Luminophore  für Röhrenbildschirme
- zusammen mit Thoriumdioxid zur Herstellung von IR- und UV-Licht durchlässigem Glas
- YInMn-Blau ist ein Mischoxid aus Yttrium-, Indium- und Manganoxiden, das ein sehr reines und brillantes Blau zeigt